# São Miguel do Araguaia (kommun)
São Miguel do Araguaia är en kommun i Brasilien.   Den ligger i delstaten Goiás, i den centrala delen av landet, 400 km nordväst om huvudstaden Brasília. Antalet invånare är 22 294.
Följande samhällen finns i São Miguel do Araguaia:
- São Miguel do Araguaia

Omgivningarna runt São Miguel do Araguaia är huvudsakligen savann. Runt São Miguel do Araguaia är det mycket glesbefolkat, med 4 invånare per kvadratkilometer.